# St-Pierre (Civrac-en-Médoc)

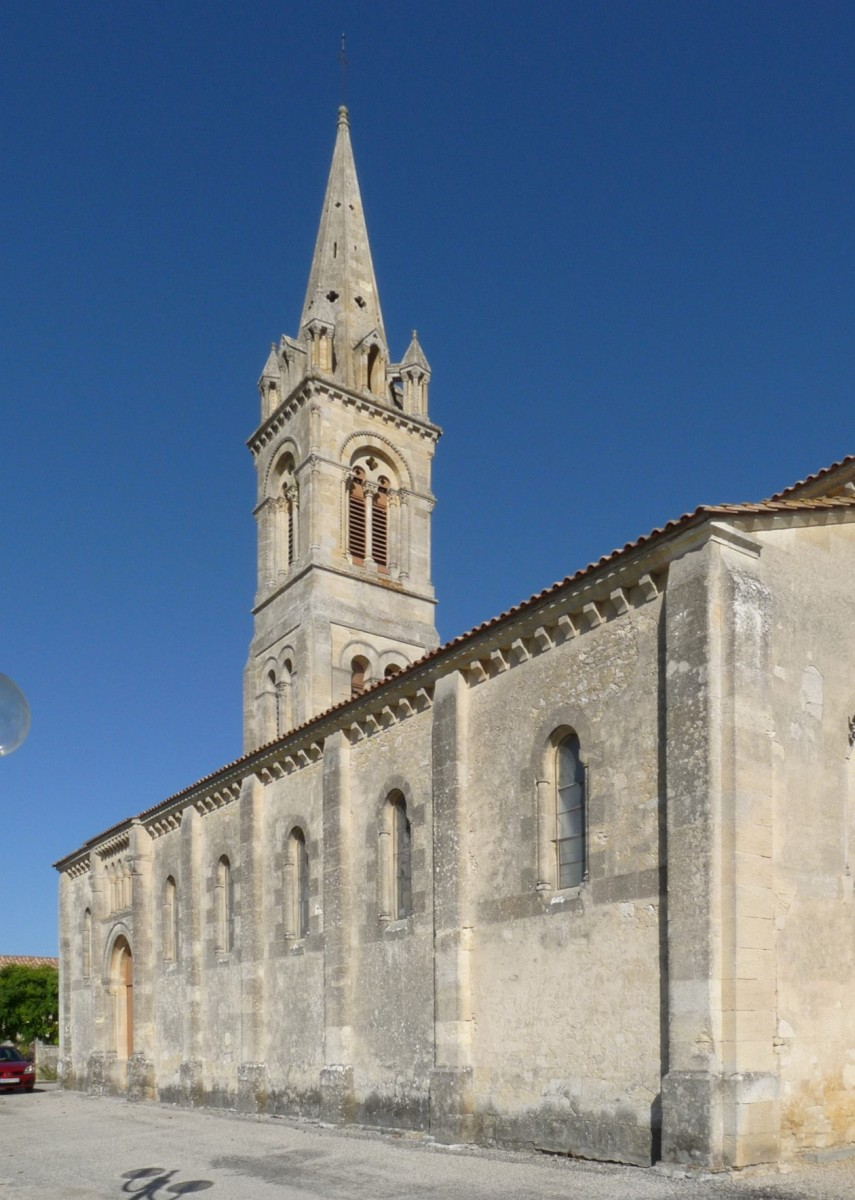
Kirche St-Pierre in Civrac-en-Médoc

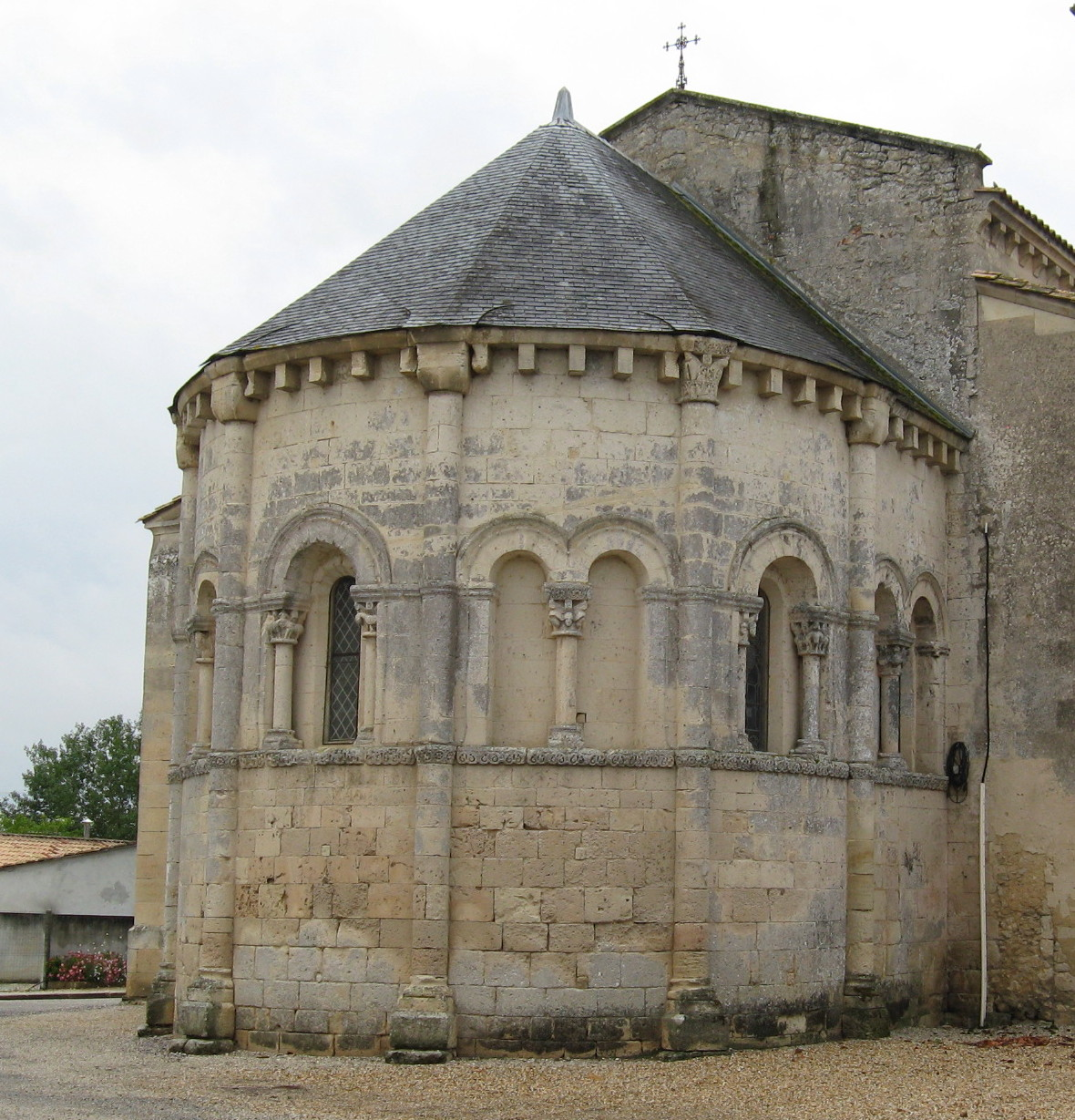
Romanische Apsis

Die katholische Kirche St-Pierre in Civrac-en-Médoc, einer französischen Gemeinde im Département Gironde in der Region Nouvelle-Aquitaine, wurde ursprünglich im 12. Jahrhundert errichtet und im 18./19. Jahrhundert verändert. 

## Beschreibung
Die dem Apostel Petrus geweihte Kirche wurde vermutlich an der Stelle eines gallorömischen Tempels erbaut. Die Apsis ist seit 1925 als Monument historique geschützt.
Lediglich die halbrunde Apsis stammt noch aus romanischer Zeit. Das Langhaus wird von einem Tonnengewölbe gedeckt. Das Seitenschiff wurde später hinzugefügt.  
Der Glockenturm auf rechteckigem Grundriss aus dem 19. Jahrhundert schließt mit einer polygonalen Spitze ab.

## Ausstattung
Siehe: Liste der Monuments historiques in Civrac-en-Médoc#Liste der Objekte